# Dolná Poruba
Dolná Poruba és un poble i municipi d'Eslovàquia que es troba a la regió de Trenčín.

## Història
La primera menció escrita de la vila es remunta al 1355.

## Demografia
| Godina             | 1994 | 2004   | 2014   | 2024   |
| ------------------ | ---- | ------ | ------ | ------ |
| Nombre de persones | 904  | 845    | 788    | 794    |
| Diferència         |      | −6,52% | −6,74% | +0,76% |

| Godina             | 2023 | 2024   |
| ------------------ | ---- | ------ |
| Nombre de persones | 789  | 794    |
| Diferència         |      | +0,63% |